# Kanō Yasunobu
En aquest nom japonès, el cognom és Kanō.
Kanō Yasunobu (狩野 安信, 10 de gener de 1614 – 1 d'octubre de 1685) va ser un pintor japonès de l'Escola Kanō de pintura durant el Període Edo. Era el tercer fill de Kanō Takanobu, el qual havia estat cap de l'escola, i va succeir a Kanō Sadanobu com a cap de la branca de Kyoto el 1623 fins que es va unir als seus germans a Edo. Yasunobu era el germà petit de Kanō Tannyū, un dels pintors més prominents de l'Escola Kanō. El seu treball més recordat és el Gadō Iōketsu, una història de l'Escola Kanō i manual formatiu. Va treballar sota els noms artístics de Eishin (永真) i Bokushinsai (牧心斎).

## Vida i carrera
Kanō Yasunobu va néixer a Kyoto en el 1º dia del 12º mes del 18º any de Keichō (10 de gener de 1614). El seu pare era Kanō Takanobu (1571–1618) i els seus dos germans més grans Tannyū i Naonobu es van traslladar a Edo per esdevenir goyō eshi, lloc de pintor exclusiu pel shogunat Tokugawa. La branca de Kyoto va continuar després de la mort de Takanobu el 1618 sota Sadanobu, el fill de Kanō Mitsunobu, que va adoptar a Yasunobu, ja que no va tenir cap hereu. Yasunobu el va succeir com a cap de Kanō a Kyoto el 1623. Yasunobu va continuar, així, a Kyoto fins a ser nomenat també goyō eshi i traslladar-se a Edo, encara que va mantenir la seva reclamació com a cap de la branca de Kyoto.
Yasunobu va ser un dedicat erudit i pintor, però la seva habilitat és considerada inferior a la dels seus germans. Seva era una tècnica estudiada, apresa a través de fidel copiat dels models dels mestres. El seu treball de color era en l'estil de Tannyū, i la seva pintura en tinta tenia un vigor realista. El seu treball més important no va ser la seva pintura sinó el Gadō Iōketsu (画道要訣, "La Manera Secreta de Pintar", 1680), un manual de formació per als pintors Kanō i una hagiografia de l'escola. Abans de la publicació d'aquest llibre, les tècniques Kanō passaven oralment de mestres a aprenents i no hi havia unitat en els mètodes d'ensenyament entre les diferents branques de l'escola. Va morir a Edo el 4º dia del 9º mes del 2º any de Jōkyō (1 d'octubre de 1685).

## Galeria

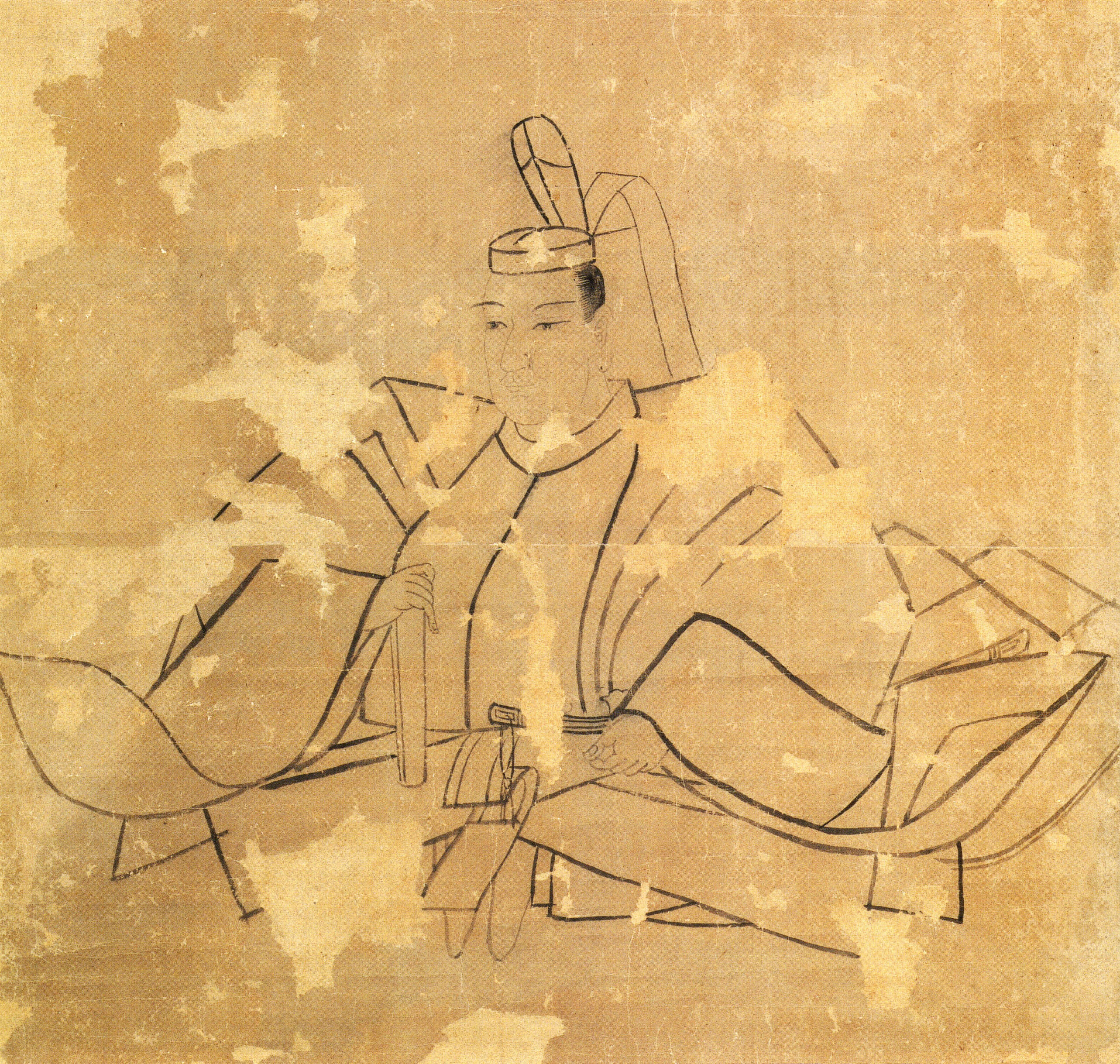
Tokugawa Ietsuna
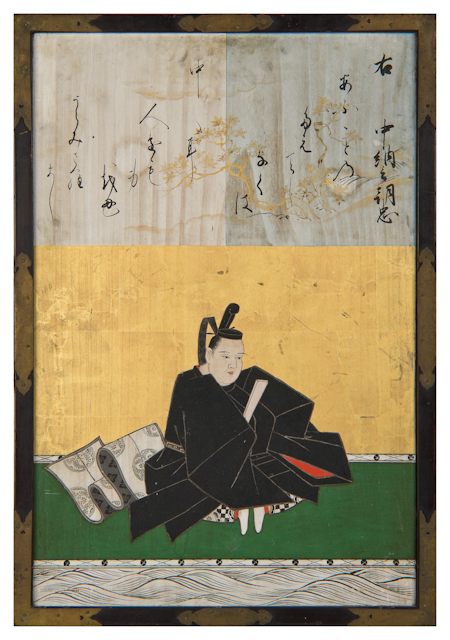
Chūnagon Asatada
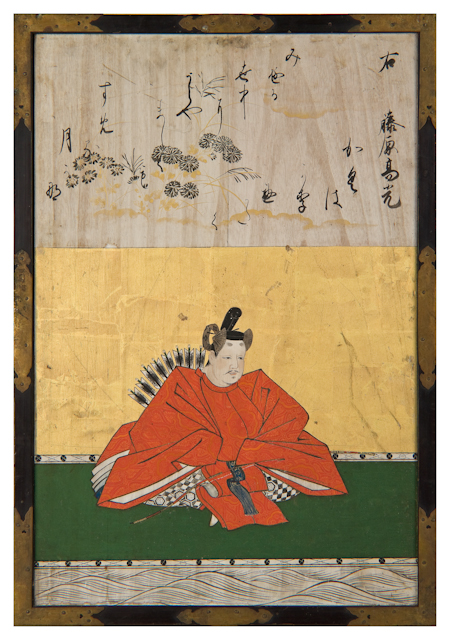
Fujiwara no Takamitsu
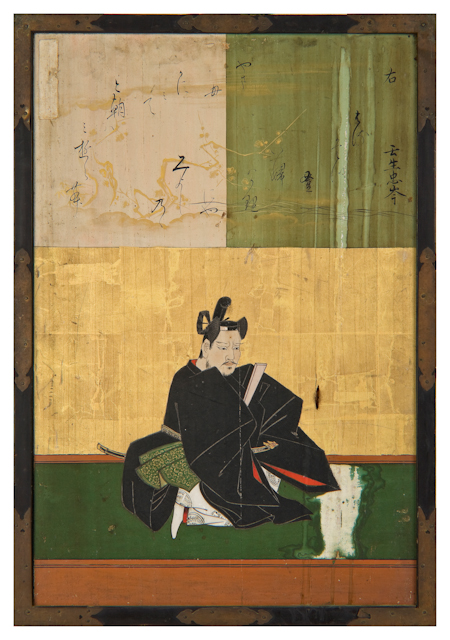
Mibu no Tadamine
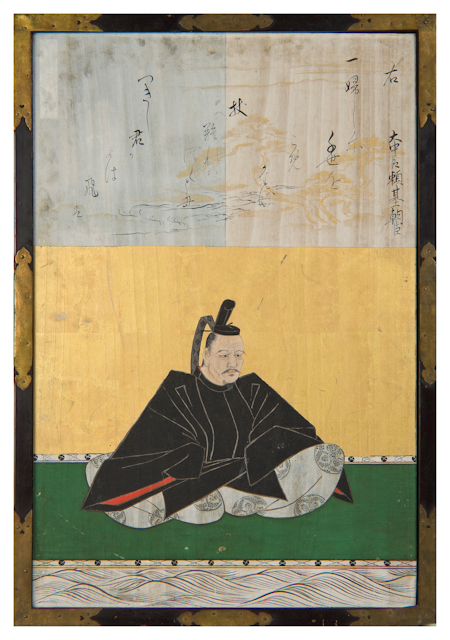
Ōnakatomi no Yoritomo Asomi
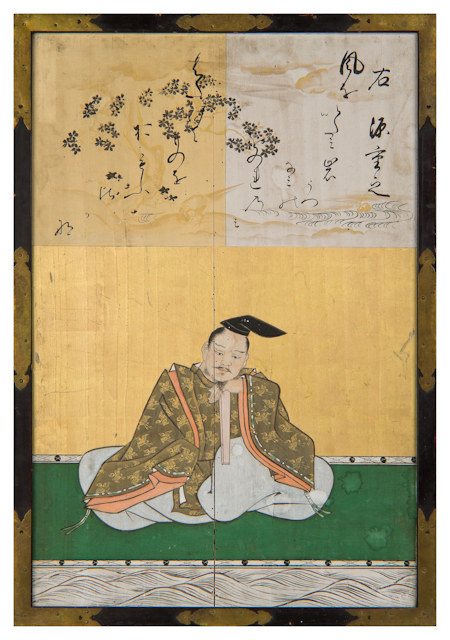
Minamoto no Shigeyuki
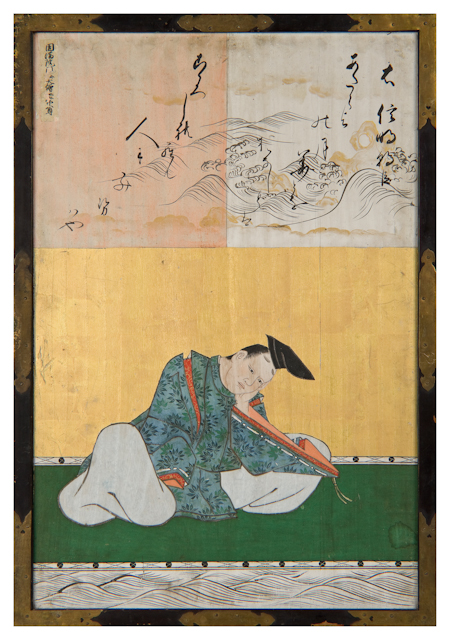
Saneakira Asomi
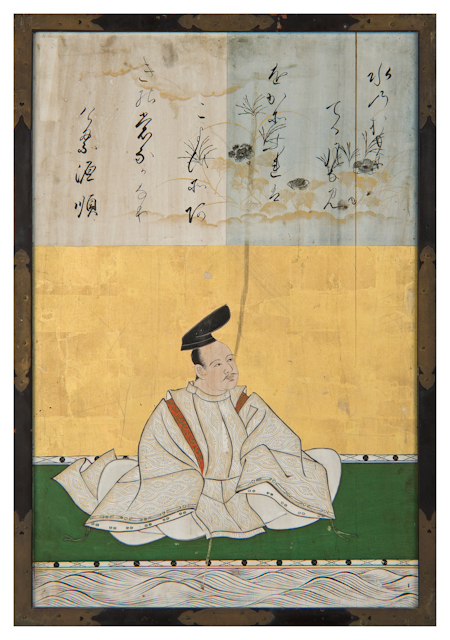
Minamoto no Shitagō
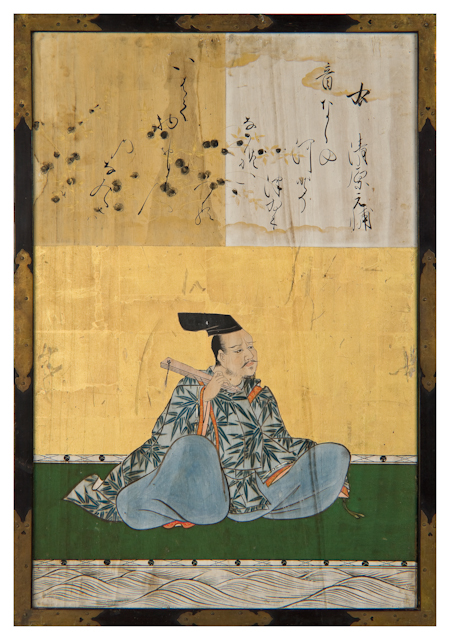
Kiyohara no Motosuke
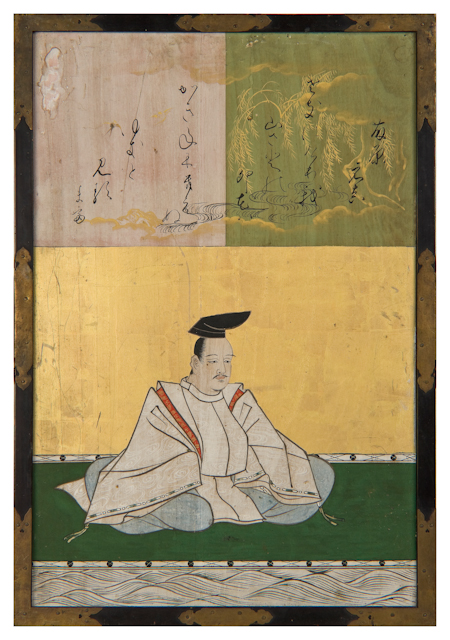
Fujiwara no Motozane
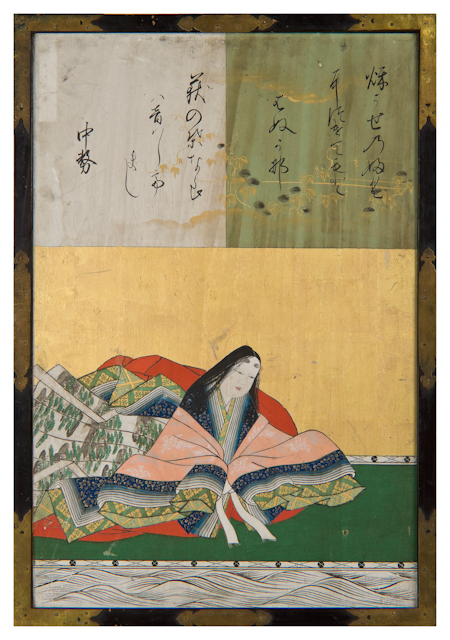
Nakatsukasa
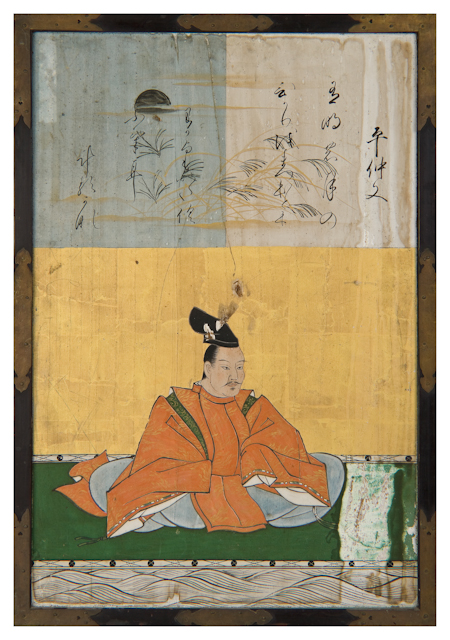
Fujiwara no Nakafumi
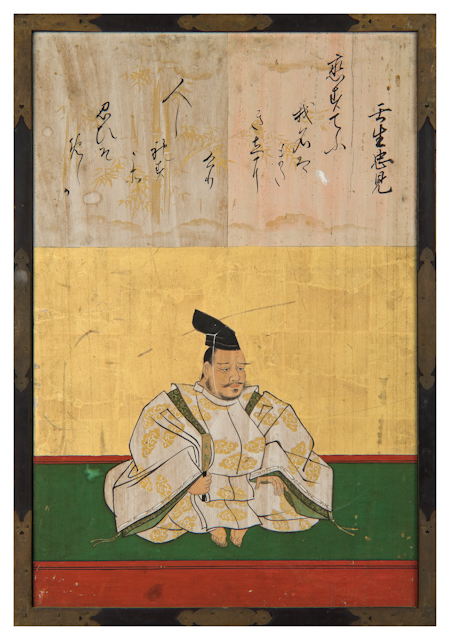
Mibu no Tadami